# Museo d'arte islamica (Palermo)
Il Museo d'arte islamica di Palermo è un ente museale situato nel castello arabo-normanno della Zisa, ad ovest del centro storico. Raccoglie oggetti d'arte islamica della Sicilia e dell'area mediterranea, prodotti tra il IX e il XII secolo.
Il museo è stato aperto nel 1991 ed è gestito dalla Soprintendenza ai Beni Culturali.

## Collezione
Il Castello della Zisa, connubio di architettura normanna e araba, è il luogo ideale per accogliere la collezione.
Il museo espone oggetti prodotti nel periodo della dominazione araba in Sicilia (IX secolo - XI secolo), ma la raccolta è formata prevalentemente da oggetti d'arte islamica del successivo periodo di dominazione normanna (XI secolo - XII secolo).
Tra i pezzi notevoli della collezione vi sono diversi utensili e oggetti di arredo in ottone, oro e argento, delle musciarabie in legno e un'iscrizione lapidea cristiana del 1149 in quattro lingue: ebraico, latino, greco bizantino e arabo, che testimonia la multietnicità della Palermo medievale.
Le opere esposte provengono da diversi paesi del bacino del Mediterraneo.

## Galleria d'immagini

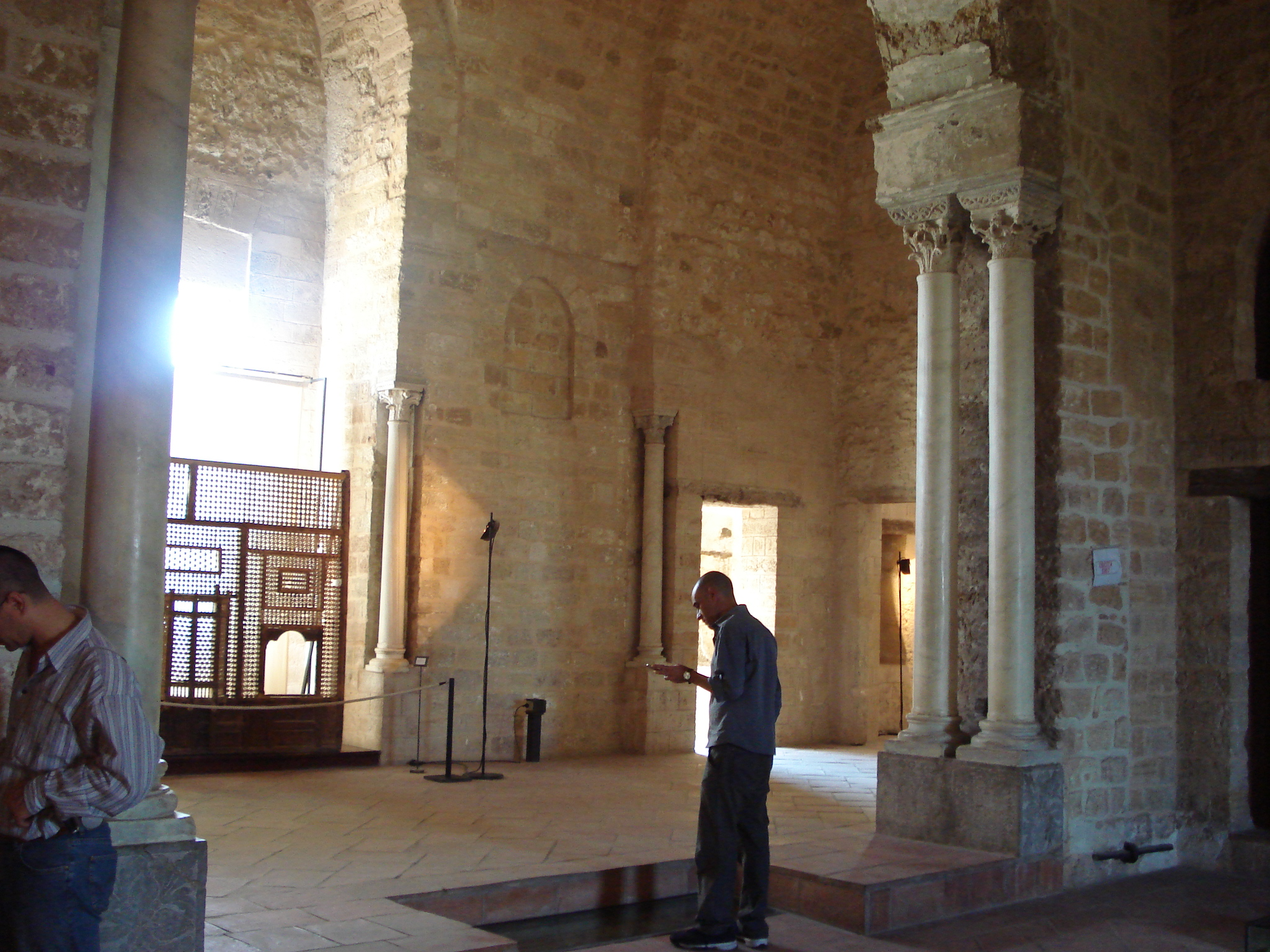
Interno del museo con musciarabia.
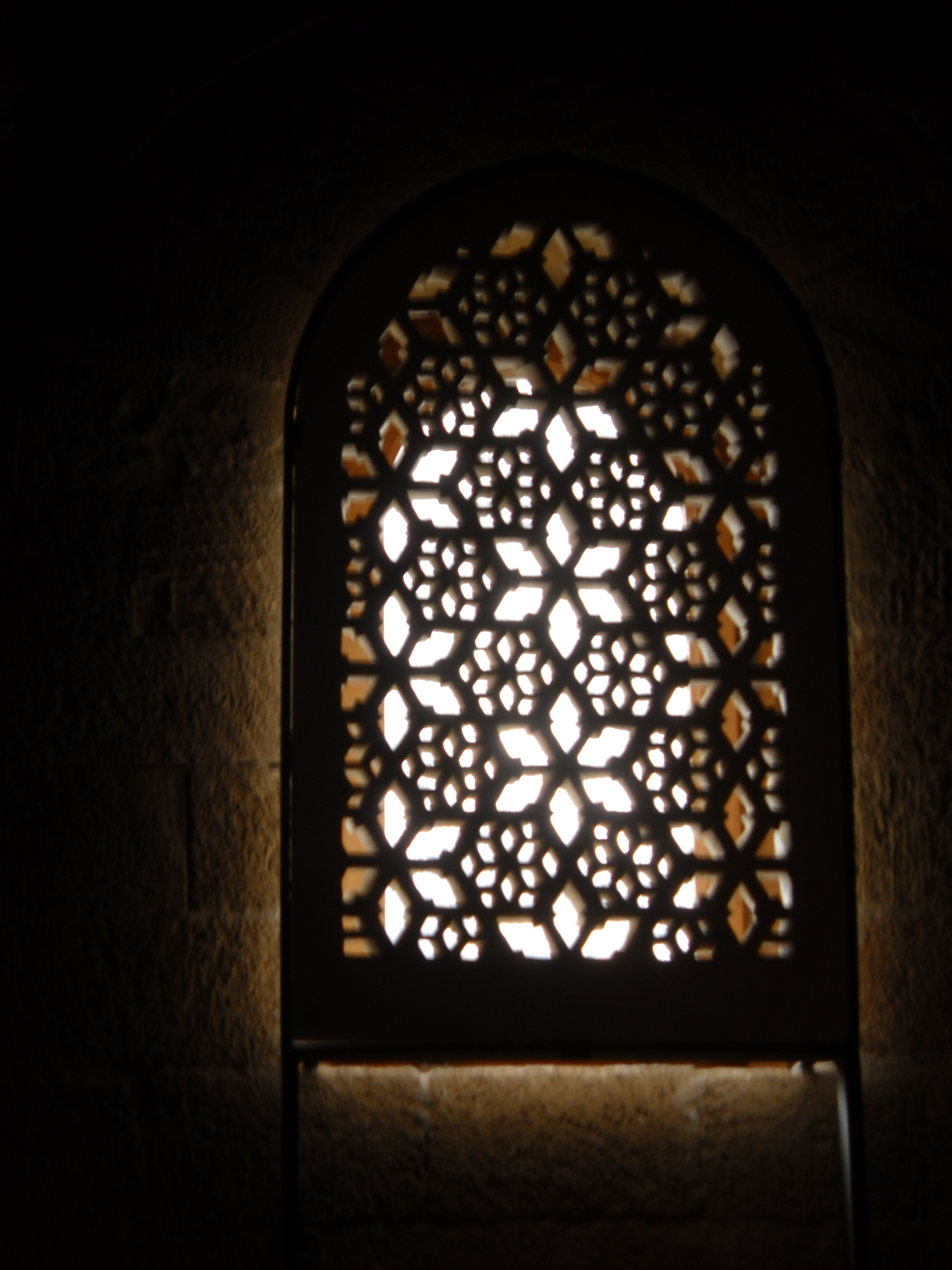
La Zisa: finestra con musciarabia.
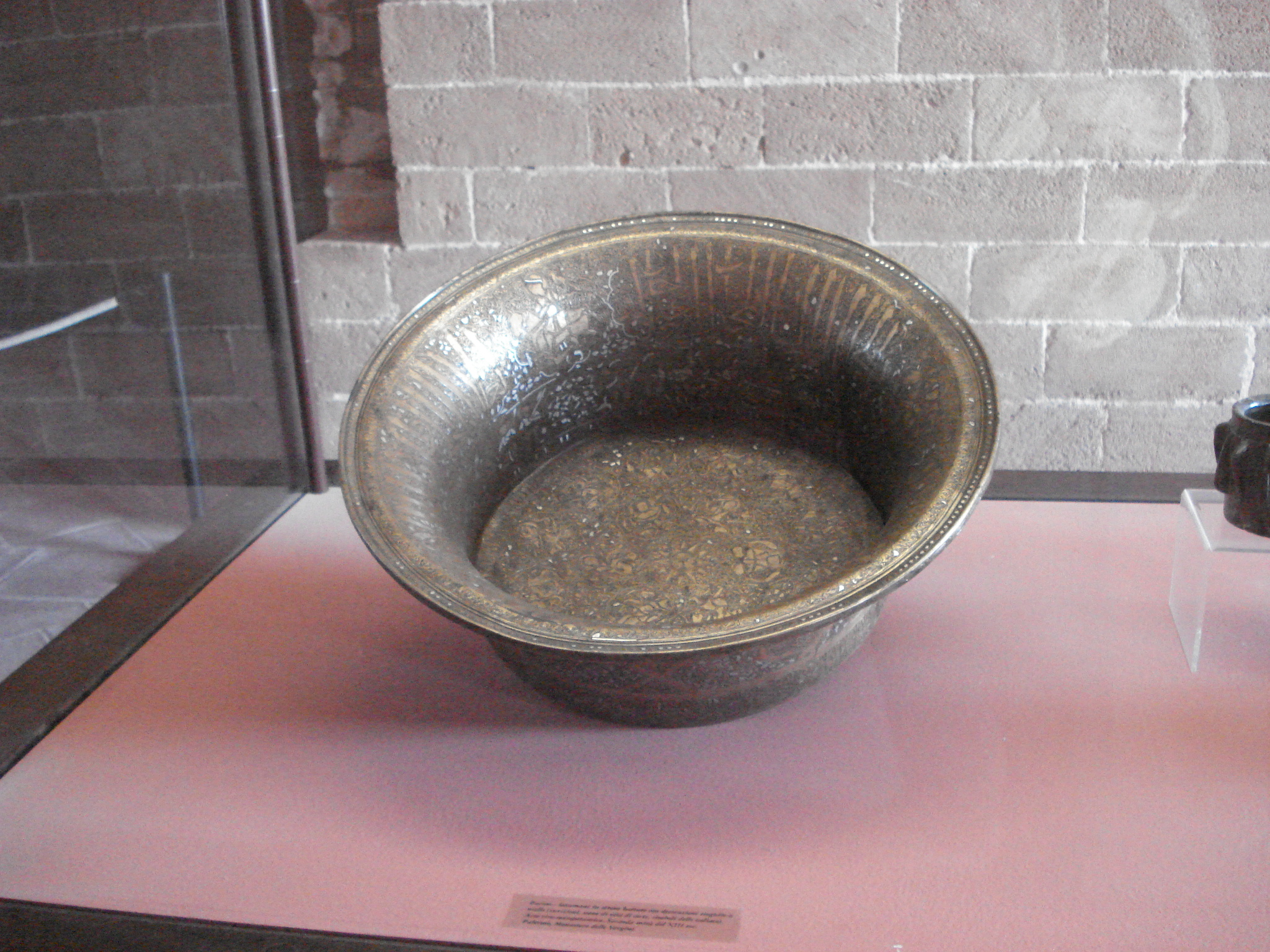
Bacile con iscrizione in arabo.
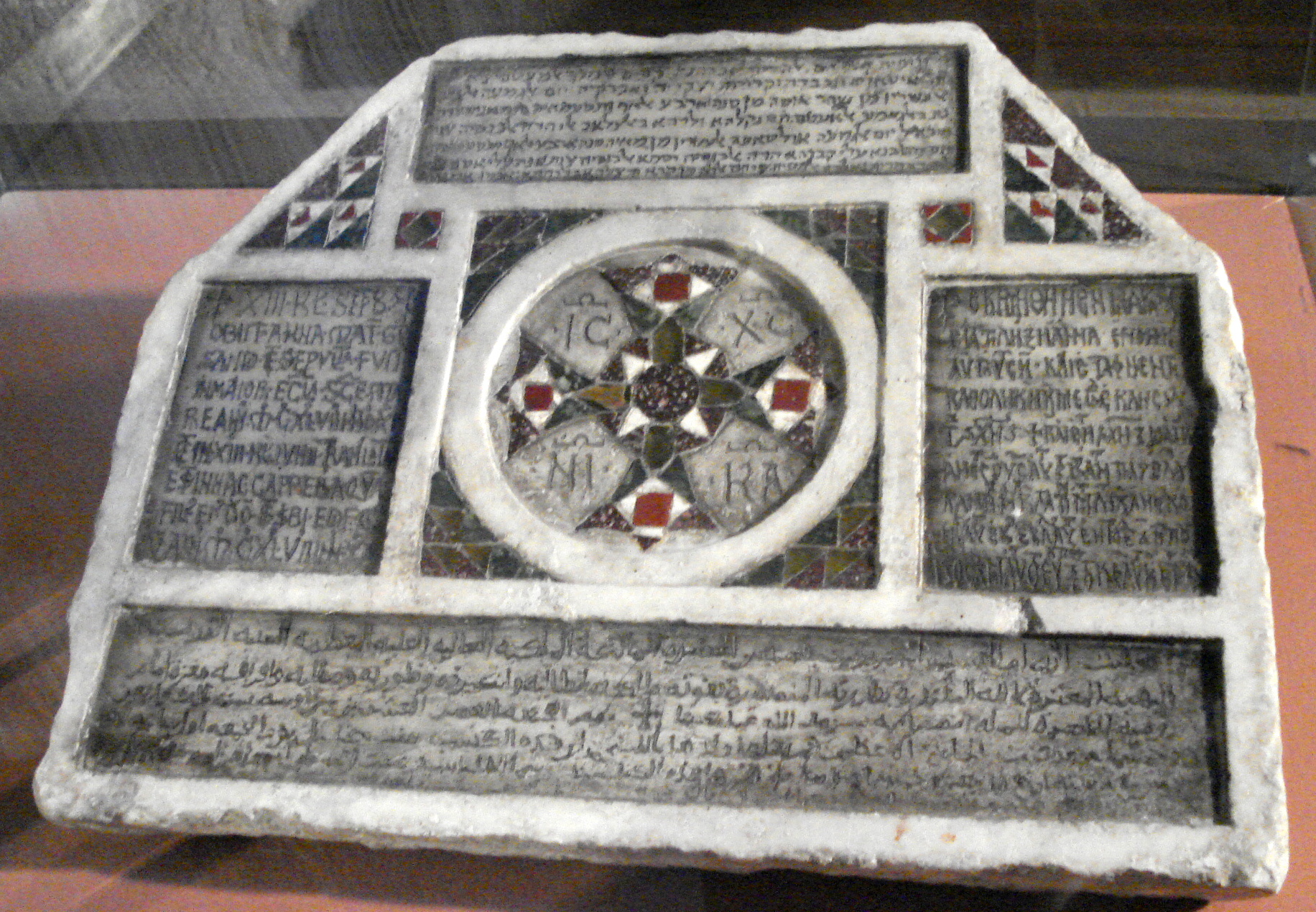
Lapide quadrilingue: ebraico, latino, greco bizantino e arabo.
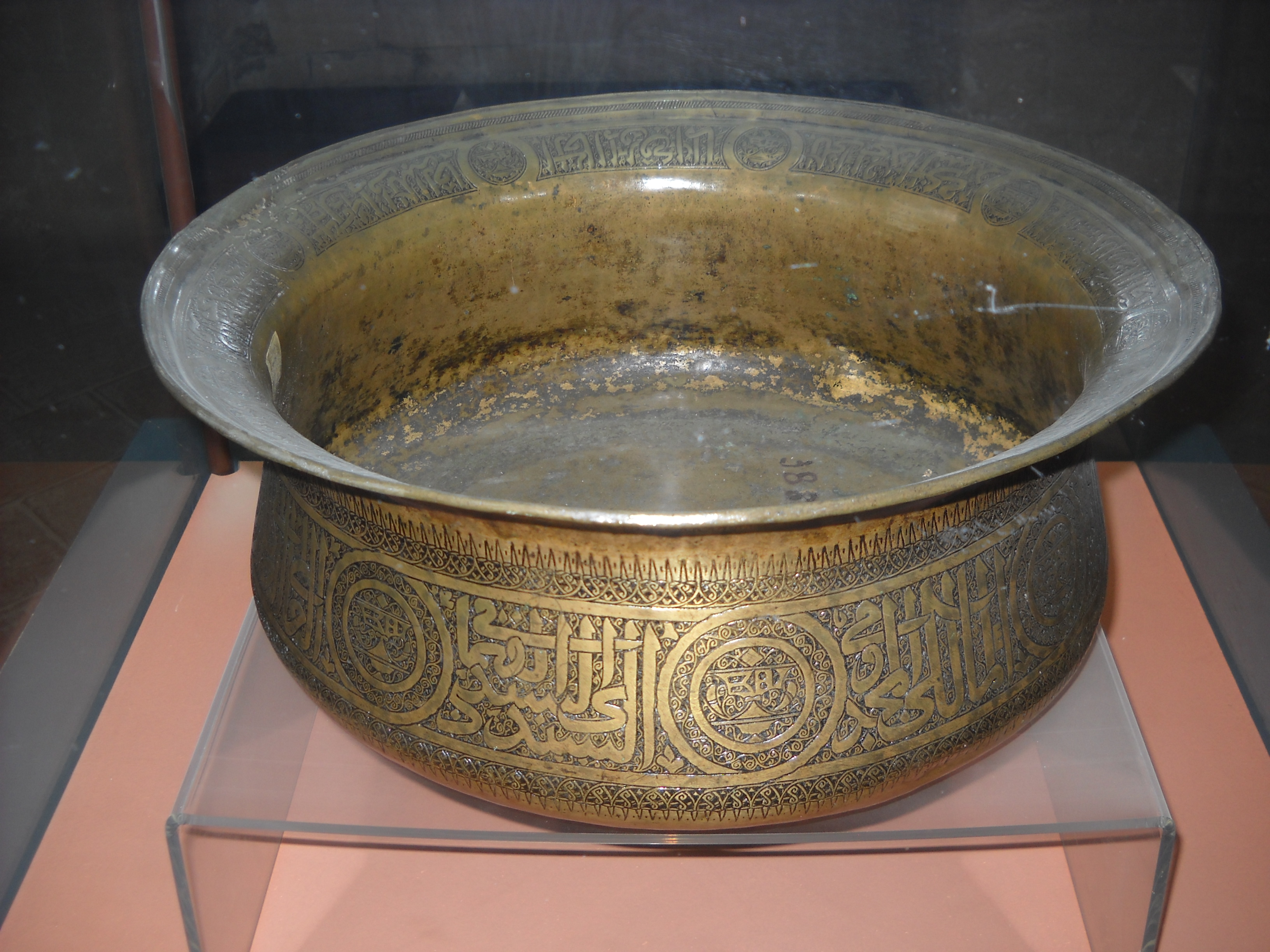
Bacile con iscrizioni in arabo.
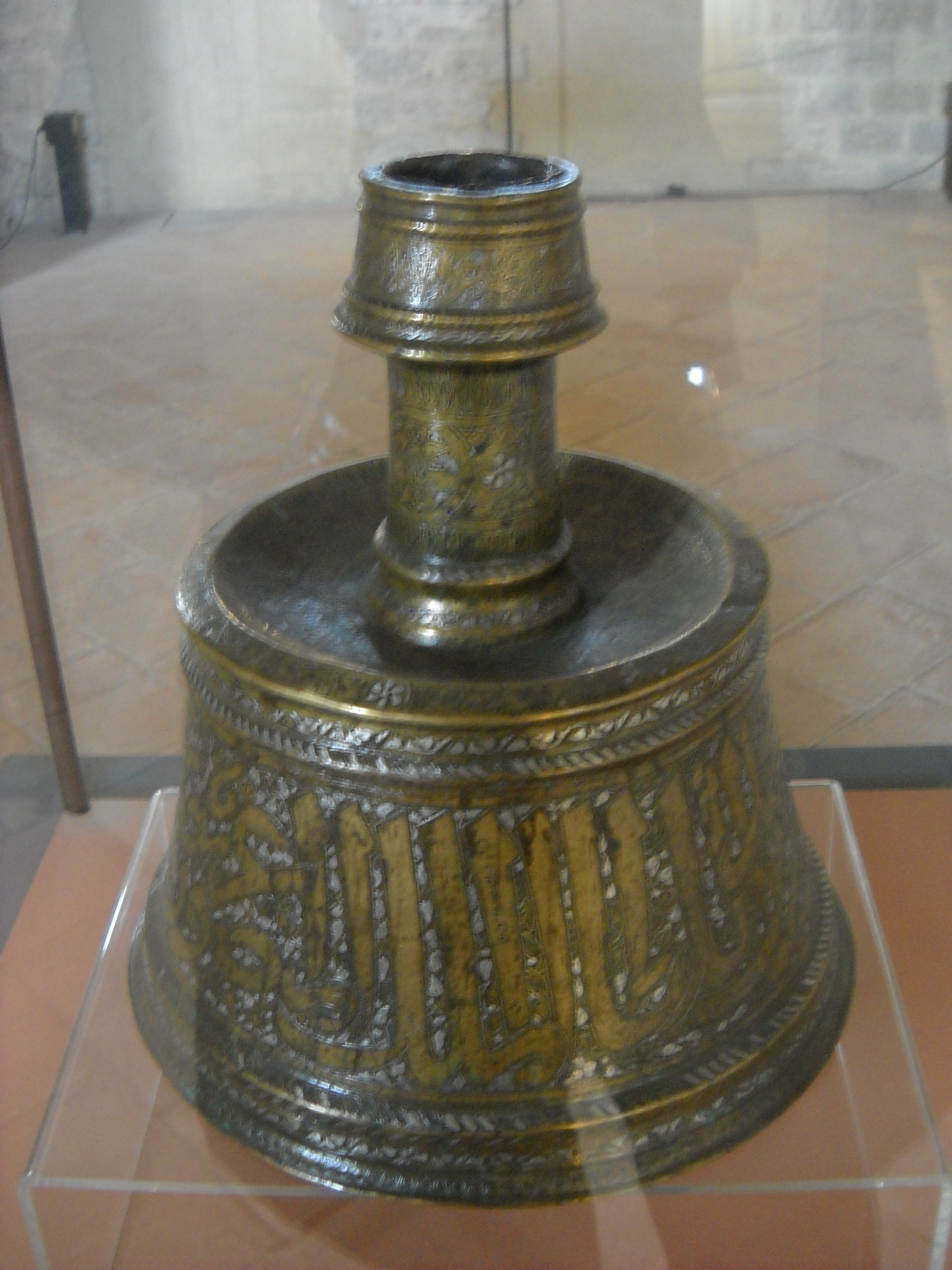
coppa.
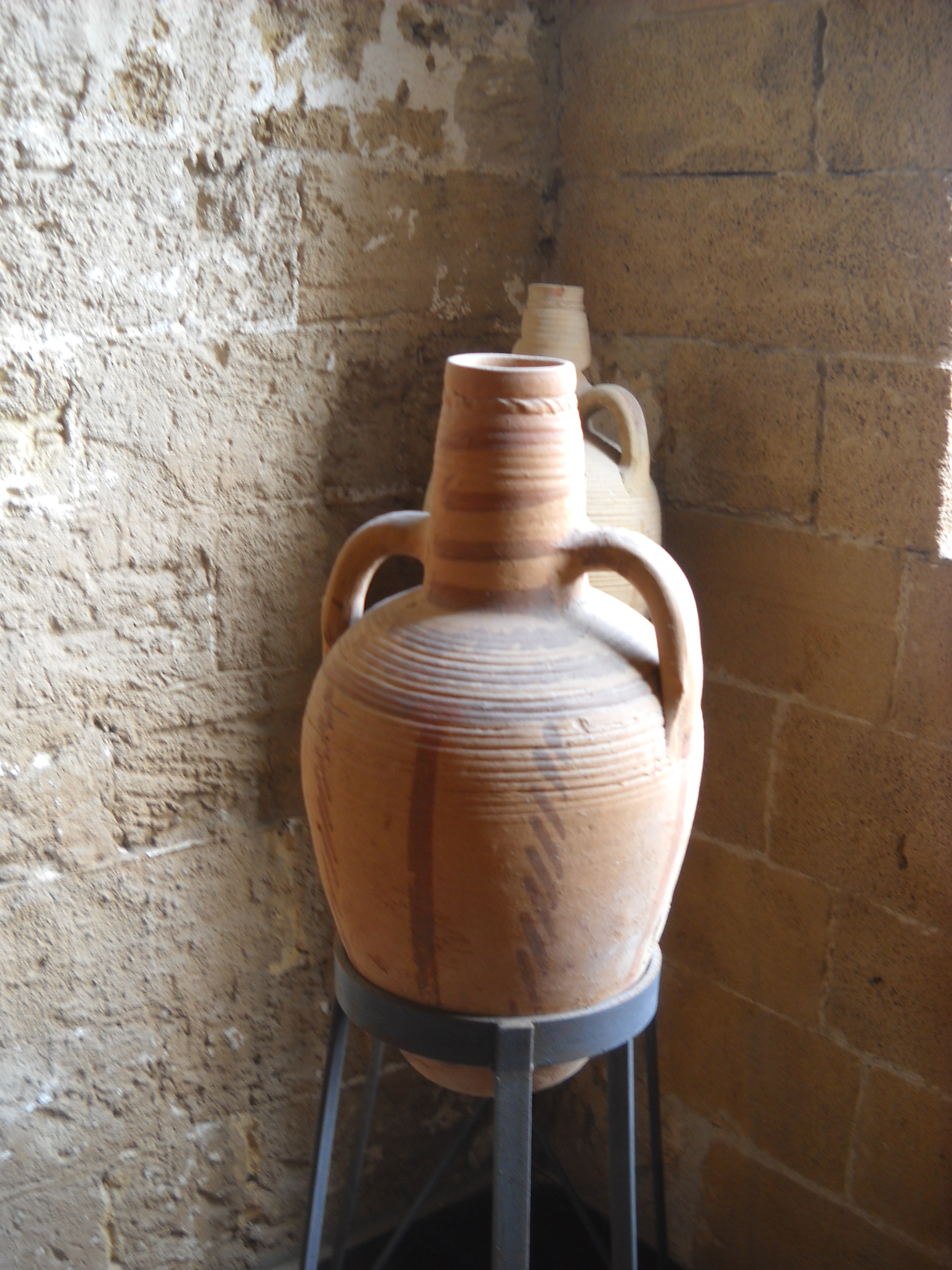
anfore.